# Il tuo dolce corpo da uccidere
Il tuo dolce corpo da uccidere è un film del 1970, diretto da Alfonso Brescia.

## Trama
Clive Ardington, gentiluomo inglese di circa 45 anni, vive a Madrid ed è sposato con Diana, una ricca industriale teutonica. Ma il matrimonio è infelice: Clive trova sua moglie arrogante ed oppressiva e la detesta profondamente. Nei suoi sogni, il nobiluomo sogna spesso di sottoporre la sua consorte a varie umiliazioni e torture.
Franz Adler, un maturo medico di origine tedesca ed amico della coppia, è fra l'altro l'amante di Diana. Ma il dottor Adler nasconde da anni un pesante segreto: da giovane era stato medico al servizio del regime nazista. Franz vive oggi tranquillo svolgendo la sua professione e, con l'aiuto finanziario dei coniugi Ardington, è riuscito anche a farsi costruire una clinica modernissima.
L'unica persona al corrente del passato di Franz, è proprio Clive Ardington, il quale, alla fine della Seconda Guerra Mondiale, aveva fatto parte della commissione d'inchiesta britannica incaricata di ritrovare i criminali nazisti. All'epoca, Clive aveva trovato un documento molto compromettente per Franz, attestante i suoi legami col nazismo, ma aveva preferito nasconderlo e conservarlo nella sua propria cassaforte per servirsene più tardi.
Una sera, Clive prende questo documento dalla cassaforte e lo mostra a Franz per ricattarlo. Visto che lui stesso non ha il coraggio di uccidere sua moglie, domanda a Franz di farlo. In un primo momento, Franz rifiuta, ma davanti alla minaccia di vedere il suo passato nazista tornare alla luce, finisce per accettare.
Il piano di Clive prevede che, dopo l'omicidio commesso da Franz, il cadavere di Diana sia smembrato e nascosto in due valigie nere. Clive penserà poi lui stesso a fare sparire le due valigie nel corso di un viaggio d'affari in Marocco. Il motivo ufficiale del viaggio sarà la visita di una conceria di pelli di proprietà della famiglia di Diana (Clive ha intenzione distruggere le valigie immergendole in una vasca piena d'acido situata proprio nella conceria). Tutto sembra funzionare alla perfezione, ma, non appena il nobiluomo arriva a destinazione e prima di potere distruggere le prove del delitto, una delle due valigie viene smarrita dal personale dell'aeroporto. Clive Ardington deve affrontare in seguito delle situazioni rocambolesche per cercare di ritrovarla.